# Seznam panonských vládců
Seznam panonských vládců je seznam raně středověkých panovníků, kteří vládli Panonií. Ve starověku byla Panonie římskou provincií, kterou císař Traianus rozdělil na Horní (Panonia superior) a Dolní Panonii (Panonia inferior). Karel Veliký založil na obranu proti Avarům Panonskou marku, ze které se později stalo Blatenské knížectví (Panonia inferior). V Horní Panonií byl úděl Velkomoravské říše.

## Blatenské knížectví (Panonia inferior)
| Pořadí | Kníže               | Dynastie     | Období vlády  | Poznámky                |
| ------ | ------------------- | ------------ | ------------- | ----------------------- |
| 1.     | Pribina             | Mojmírovci?  | 842–860       | Původně Nitranský kníže |
| 2.     | Kocel               | Mojmírovci?  | 861–876       | Pribinův syn            |
| 3.     | Arnulf Korutanský   | Karlovci     | 876–884       |                         |
| 4.     | Svatopluk I. Veliký | Mojmírovci   | 884–894       | Král Velké Moravy       |
| 5.     | Braslav Sávský      | nedynastický | 896 – 900/901 | Také chorvatský kníže   |

## Horní Panonie (úděl Velkomoravské říše)
| Pořadí | Místodržící | Dynastie | Období vlády                | Poznámky                               |
| ------ | ----------- | -------- | --------------------------- | -------------------------------------- |
| 1.     | Morout      |          | asi polovina 9. století – ? |                                        |
| 2.     | Menu-Morout |          | ? – ?                       | Syn Morouta, oženil se s dcerou Arpáda |